# 布引町

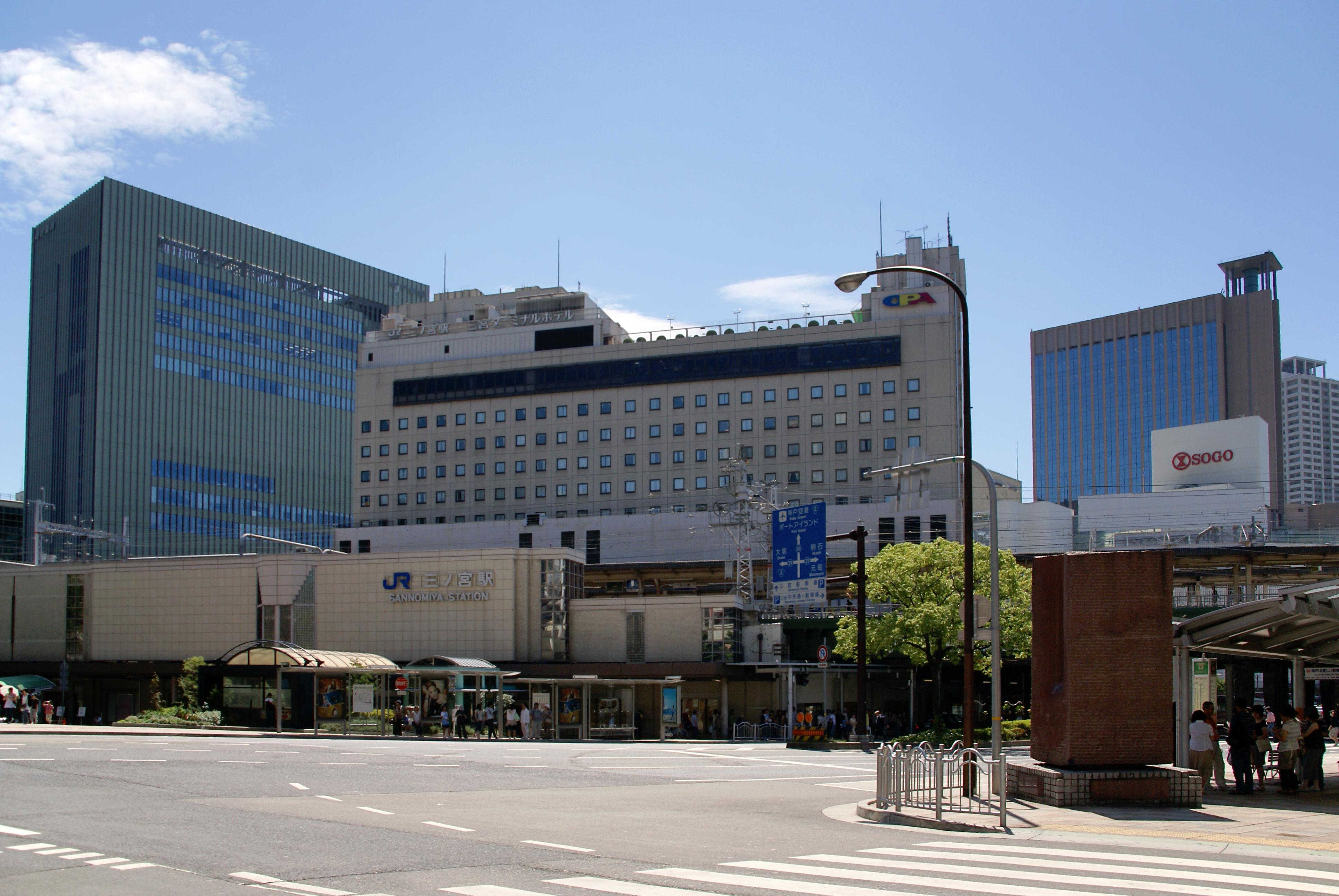
JR三ノ宮駅北側

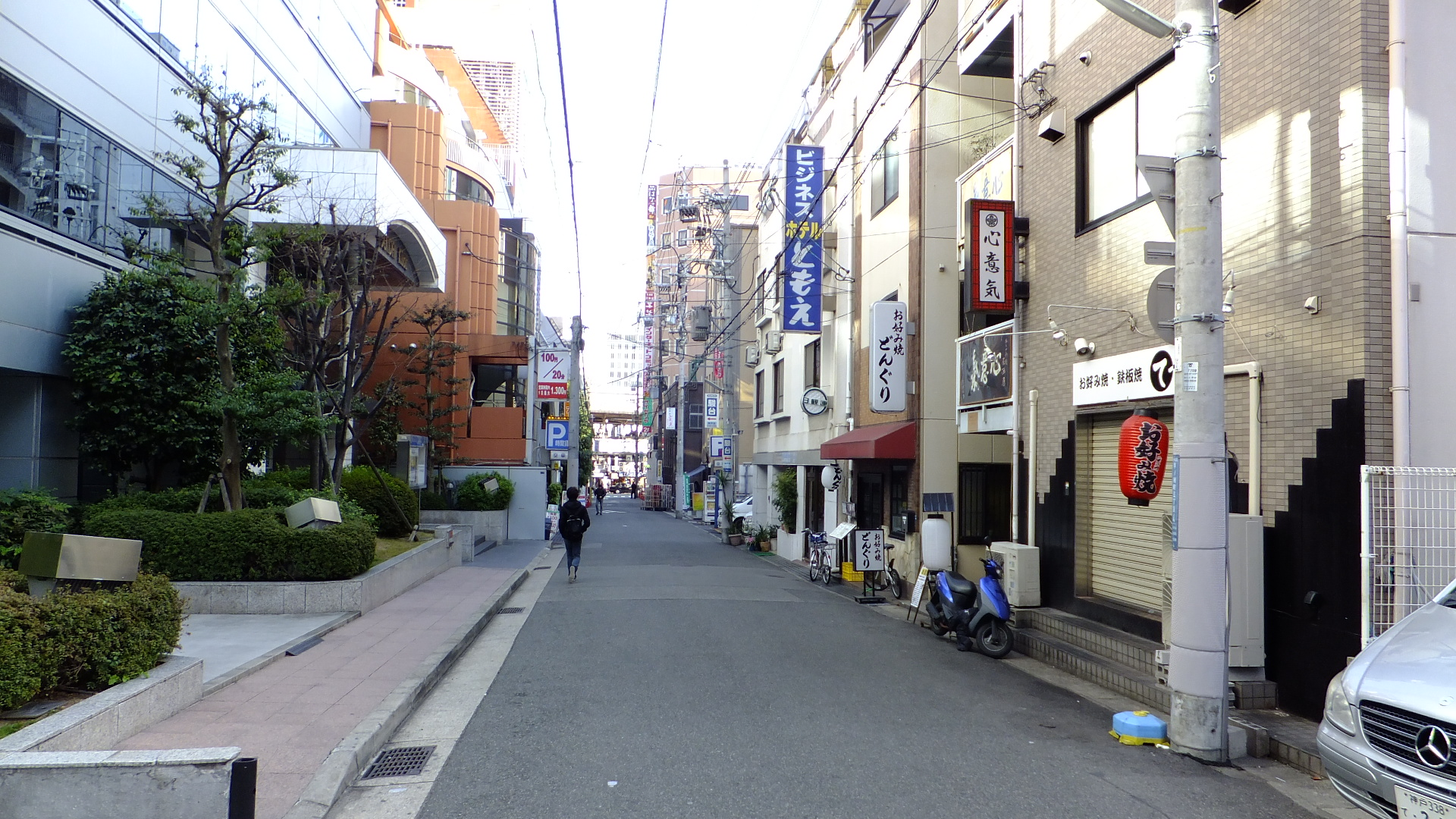
布引町の街並み
布引町3丁目で撮影

布引町（ぬのびきちょう）は兵庫県神戸市中央区の町名。現行行政地名は布引町一丁目から布引町四丁目。郵便番号651-0097。

## 地理
中央区中央部のフラワーロード（旧生田川河道）の東側のJR東海道本線（三ノ宮駅）以北にあたる。事務所ビル・商店・集合住宅が建ち並ぶ商業地域。旧・葺合区域の西端北寄りに位置する。東は北より生田町、二宮町、琴ノ緒町、南は雲井通、西から北は加納町に隣接する。北から一～四丁目に分かれて住居表示される。

## 歴史
町名は上流にある布引の滝に因む。生田川の付け替えは1871年（明治4年）に行われ、フラワーロードとその両側の市街は元々河川敷だった。旧生田川の西側の加納町が付け替え後間もなく町名をつけられたのに対し、この町が命名されたのは1899年（明治32年）の事である。
はじめ神戸市、1931年（昭和6年）より葺合区、1980年（昭和55年）より中央区に所属。
元は神戸市葺合。
当初町名が「布引通」と混同されていた形跡があり、1901年（明治34年）の神戸市統計一班、1915年（大正4年）兵庫県人口統計の資料には布引通となっている。

### 沿革
- 1905年（明治38年）：阪神電気鉄道の終点が近くに設けられる。
- 1912年（大正元年）：神戸電気鉄道（後の神戸市電）布引線開通。
- 1922年（大正11年）：市電山手線開通。
- 1931年（昭和6年）：国鉄（現JR）三ノ宮駅が地内へ移転。
- 1933年（昭和8年）：阪神電気鉄道が地下線となる。
- 1936年（昭和11年）：阪神急行電鉄（現阪急電鉄）が高架で乗り入れ。
- 1980年（昭和55年）：一部が加納町一～六丁目になる。
- 1985年（昭和60年）：神戸市営地下鉄西神・山手線が開通。

## 人口統計
- 第18回国勢調査（2005年10月1日現在）での世帯数607、人口875、うち男性379人、女性496人[2]。
- 1988年（昭和63年）の世帯数469・人口926[3]。
- 1960年（昭和35年）の世帯数418・人口1,396[3]。
- 1920年（大正9年）の世帯数510・人口2,205[3]。

## 施設
二丁目
- 新神戸サンホテル（2013年5月末に閉館）

三丁目
- 公団布引ビル

四丁目
- 神戸花ホテル
- JR東海道本線三ノ宮駅